# Chondrodera granicollis
Chondrodera granicollis är en insektsart som beskrevs av Melichar 1912. Chondrodera granicollis ingår i släktet Chondrodera och familjen Dictyopharidae. Inga underarter finns listade i Catalogue of Life.